# 浦河町
浦河町（日语：／ Urakawa chō */?）位於北海道日高振興局中部，也是日高振興局的所在地。北邊為日高山脈，南邊面向太平洋，且時常發生地震。當地主要產業為輕種馬的生產和漁業。境內的主要港口是浦河港，能捕獲白鮭、鱒魚、日高海帶等海產。
町名源自阿伊努語的「urar-pet」，意思為有濃霧的河川。

## 歷史
- 1880年：設置浦河外19村戶長役場。
- 1882年：浦河外19村戶長役場改為浦河外10村戶長役場。
- 1883年：浦河外10村戶長役場進行分割，另設置井寒台村外6村役場和後邊戶村外3村役場。
- 1884年：廢除井寒台村外6村役場和後邊戶村外3村役場，改由浦河郡役所管轄。
- 1897年：廢除浦河郡役所，改由浦河支廳（現在的日高支廳）直接管轄。
- 1900年：恢復設置浦河外10村戶長役場。
- 1902年4月1日：
  - 浦河村、後鞆村、向別村、井寒台村合併為浦河町，並成為北海道二級町。[5]
  - 西舎村和幌別村的部分地區合併為西舎村，並成為北海道二級村。
  - 杵臼村和幌別村的部分地區合併為杵臼村，並成為北海道二級村。
  - 荻伏村、姊茶村、野深村、後邊戶村合併為荻伏村，並成為北海道二級村。
  - 浦河町與西舍村、杵臼村、荻伏村共同設置浦河町外3村聯合役場。[4]
- 1910年：荻伏村脫離聯合役場，浦河町外3村聯合役場改為浦河町2外村聯合役場。
- 1915年4月1日：浦河町併入西舍村、杵臼村，並成為北海道一級町。
- 1956年9月30日：荻伏村被併入浦河町。（1町）

## 交通

### 鐵路
過去在2015年前，曾有北海道旅客鐵道日高本線通過，並設有荻伏車站、繪笛車站、浦河車站、東町車站、日高幌別車站，但2015年日高本線在厚賀車站至大狩部車站之間的路段路基遭海岸侵蝕而塌陷，造成日高本線鵡川車站以東的路段全面停駛。經評估由於修復及未來維護的成本過高，在2021年4月1日正式廢除鵡川車站以東包和町內區域的路段，全面改由JR北海道巴士經營替代客運路線。
|  |  |

### 道路
| - 一般國道 - 國道235號 - 國道236號 - 國道336號 | 道道 - 北海道道288號浦河港線 - 北海道道348號野深荻伏停車場線 - 北海道道384號荻伏停車場線 - 北海道道481號上向別浦河停車場線 - 北海道道746號高見西舎線 - 北海道道1025號境內浦河線 |

### 巴士
- JR北海道巴士：日勝線
- 日交巴士：日勝線停駛後的替代交通路線
- 道南巴士

## 觀光景點
| - 西舍櫻花道路 - 浦河町立鄉土博物館 | - 阿伊努族古式舞踊（國指定重要無形民俗文化財） |

## 教育

### 大學設施
- 北海道大學理學部附屬浦河地震觀測所

### 專門學校
- 浦河紅十字看護專門學校

### 高等學校
- 道立北海道浦河高等學校 （页面存档备份，存于）

### 中學校
| - 浦河町立浦河第一中學校 - 浦河町立浦河第二中學校 | - 浦河町立荻伏中學校 |

### 小學校
| - 浦河町立浦河小學校 - 浦河町立浦河東部小學校 - 浦河町立堺町小學校 | - 浦河町立野深小學校 - 浦河町立荻伏小學校 |

## 姊妹市・友好都市

### 日本
- 河浦町（熊本縣）：現已合併為天草市
- 金城町（島根縣）：現已合併為濱田市

### 海外
- Forest Heath（英语：Forest Heath）（英國 東英格蘭 薩福克郡）[8]
- 宗莫德（蒙古國 中央省）

## 本地出身的名人
- 伊藤哲哉：俳優
- 菅野暢昭：北海道放送播音員
- 齊藤正弘：賽馬騎士
- 下河辺俊行：企業家
- 馳星周：小說家
- 伏木田光夫：畫家
- 森雅之：漫畫家

### 居住於此名人
- 佐藤愛子：作家，於町內有別莊，但不常居住於此
- 鈴木翁二：漫畫家
- 大倉直：歷史作家

## 外部連結
- （日語）日高東農業協同組合 （页面存档备份，存于）
- （日語）浦河警察署
- （日語）我的故鄉・浦河
- （日語）浦河餐廳公會
- （日語）浦河觀測所
- （日語）浦河商工會議所
- （日語）浦河町商工會議所青年部
- （日語）浦河身障者騎馬推廣協會[永久]
- （日語）浦河足球協會